# Active Duty
Active Duty – ósmy studyjny album amerykańskiego rapera MC Hammera. Został wydany 20 listopada, 2001 roku.
Singlami promującymi album były utwory: "No Stoppin' Us (USA)" i " Pop Yo Collar". Kompozycja tak jak poprzednia nie odniosła sukcesu komercyjnego. Teledysk powstał do utworu "No Stoppin' Us (USA)"; kręcony był w Waszyngtonie. Obok rapera, wystąpiło także kilku członków Kongresu Stanów Zjednoczonych.

## Lista utworów
1. "No Stoppin' Us (USA)"
2. "Pick It Up"  (featuring The Stooge Playas)
3. "Our Style"  (featuring The Stooge Playas)
4. "Pop Yo Collar"  (featuring Wee Wee)
5. "A Soldier's Letter"  (featuring James Greer & Keith Martin)
6. "What Happened To Our Hood"  (featuring James Greer)
7. "It's All Love"  (featuring James Greer & The Stooge Playas)
8. "Bump This"  (featuring The Stooge Playas)
9. "Not Like This"
10. "Spittin' Fire"
11. "Don't Be Discouraged"  (introducing Pleasure)
12. "I Don't Care"  (introducing Analise)
13. "Who's Holdin' It"
14. "Cali"  (featuring The Stooge Playas)
15. "Night Show"  (introducing James Greer)
16. "Where Will I Go" (featuring Chuck Get Down)
17. "Bay Livin'" (featuring Chuck Get Down & Conte)
18. "Broken Vessel ("Common Unity")" (featuring April & Toya Smith)
19. "Why Do You Wanna Take Mine" (featuring The Stooge Playas, XLarge & Chuck Get Down)